# Stagonosporopsis cucurbitacearum

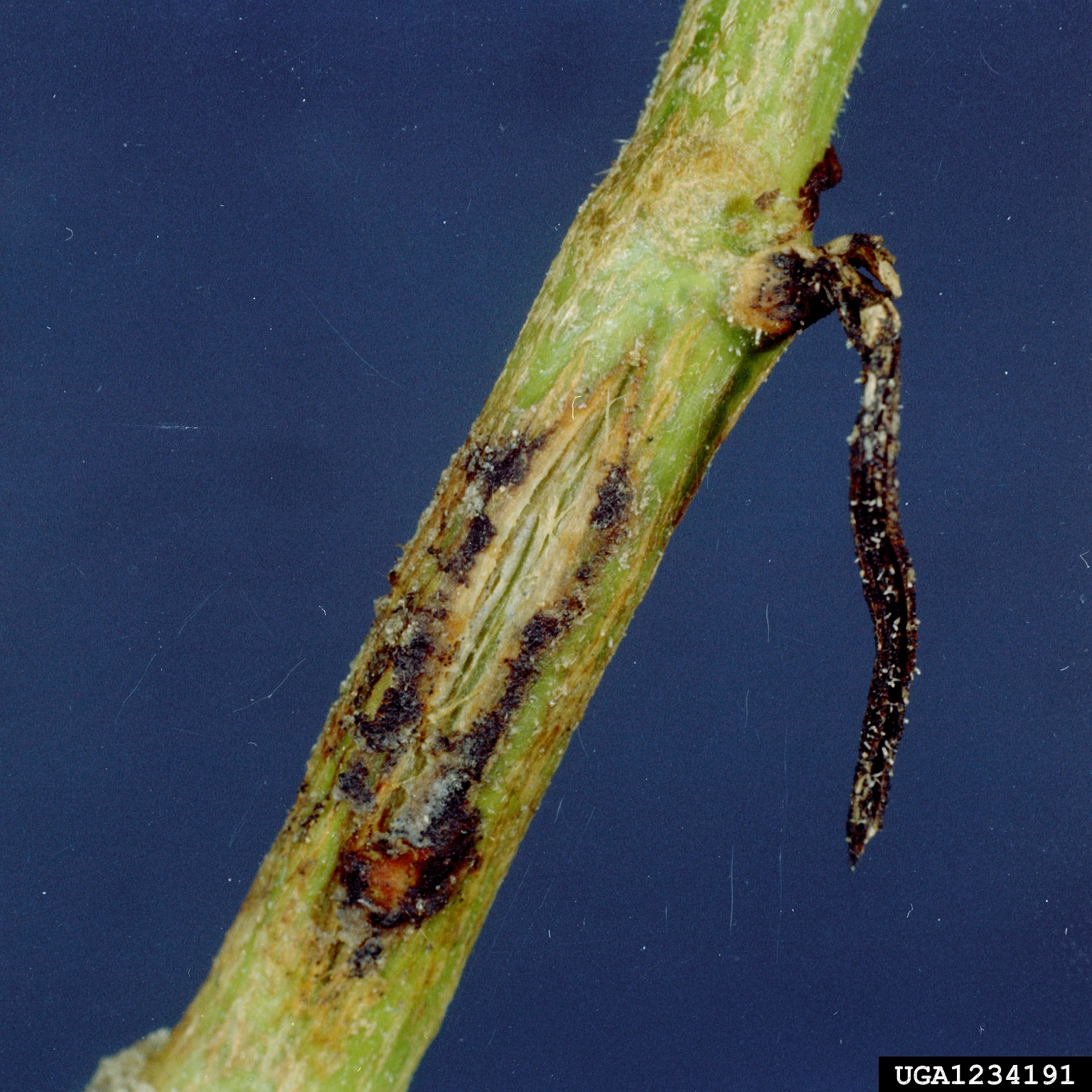
Pęd arbuza porażony przez Didymella bryoniae

Stagonosporopsis cucurbitacearum (Fr.) Aveskamp, Gruyter & Verkley – gatunek grzybów z klasy Dothideomycetes. Saprotrof i pasożyt roślin z rodziny dyniowatych (Cucurbitaceae). Wywołuje u nich chorobę o nazwie czarna zgnilizna zawiązków i pędów roślin dyniowatych.

## Systematyka i nazewnictwo
Pozycja w klasyfikacji według Index Fungorum: Stagonosporopsis, Didymellaceae, Pleosporales, Pleosporomycetidae, Dothideomycetes, Pezizomycotina, Ascomycota, Fungi.
Po raz pierwszy zdiagnozował go w 1823 r. Elias Fries, nadając mu nazwę Sphaeria cucurbitacearum. Potem zaliczany był do różnych rodzajów. Obecną nazwę nadali mu w 2010 r. Maikel M. Aveskamp, Johannes de Gruyter i Gerard J.M. Verkley.
Synonimy:

- Ascochyta citrullina (Chester) C.O. Sm. 1905
- Ascochyta cucumis Fautrey & Roum. 1891
- Ascochyta melonis Potebnia 1910
- Cercidospora bryoniae (Fuckel) Kuntze 1898
- Cercidospora effusa (Niessl) Kuntze 1898
- Cercidospora melonis (Pass.) Kuntze 1898
- Cercospora citrullina Cooke 1883
- Cercospora citrullina Cooke, 1883 var. citrullina
- Cercospora citrullina var. trichosanthis-anguinae Rangaswami & Chandras. 1962
- Cercospora cucurbitae Ellis & Everh. 1888
- Didymella bryoniae (Fuckel) Rehm 1881
- Didymella bryoniae (Fuckel) Rehm 1881 var. bryoniae
- Didymella effusa (Niessl) Sacc. 1882
- Didymella effusa var. aronici Sacc. 1897
- Didymella effusa (Niessl) Sacc. 1882 var. effusa
- Didymella melonis Pass., 1891
- Didymosphaeria bryoniae (Auersw.) Niessl 1875
- Didymosphaeria effusa Niessl 1875
- Didymosphaeria melonis Pidopl. 1948
- Diplodina citrullina (Chester) Grossenb. 1909
- Mycosphaerella cucumis (Fautrey & Roum.) W.F. Chiu & J.C. Walker 1949
- Mycosphaerella melonis (Pass.) W.F. Chiu & J.C. Walker 1949
- Phyllosticta citrullina Chester 1891
- Sphaerella bryoniae Auersw. 1869
- Sphaerella citrullina (Chester) Sacc. & Traverso 1911
- Sphaeria bryoniae Fuckel 1870
- Sphaeria bryoniae Fucke 1870 var. bryoniae

## Morfologia i rozwój
Wytwarza dwa rodzaje owocników: pseudotecja i pyknidia. Ciemne i kuliste pseudotecja wyrastają na powierzchni tkanki żywiciela, lub są niej częściowo lub całkowicie zanurzone. Mają średnicę około 100 μm i są zatłoczone workami tworzonymi na całej wewnętrznej powierzchni. W workach powstają dwukomórkowe, bezbarwne askospory, nieco przewężone na przegrodzie. Pyknidia są wypełnione bezbarwną substancją. Powstają w nich bezpłciowo konidia. Po ich dojrzeniu substancja wypełniająca pyknidia chłonąc wodę pęcznieje i wypycha przez otwór długie pakiety kremowych lub różowych konidiów. Konidia są cylindryczne i dwukomórkowe. Do ich wysiewania się wystarczy krótkotrwały nawet deszcz. Zarówno konidia, jak i askospory rozprzestrzeniają się podczas deszczowej pogody. Krople deszczu powodują ich rozpryskiwanie, a wiatr przenosi je na inne rośliny.
Pseudotecja i pyknidia powstają w tkankach porażonej rośliny tak licznie i tak gęsto, że staje się ona czarna. Na resztkach pożniwnych porażonych roślin patogen może tworzyć przetrwalnikowe chlamydospory. W glebie na resztkach rośliny patogen może przetrwać 2 lata. Przypuszcza się, że może przetrwać także na martwych resztkach niektórych gatunków chwastów.